# لنگه‌بیز (آغ‌سو)
لنگه‌بیز (به لاتین: Ləngəbiz) یک منطقهٔ مسکونی در جمهوری آذربایجان است که در شهرستان آغ‌سو واقع شده‌است. لنگه‌بیز ۱٬۲۲۹ نفر جمعیت دارد.